# 百井坊巷
百井坊巷，位于中华人民共和国浙江省杭州，东起中山北路，西至延安路，是杭州市下城区的一条特色商贸街道。

## 历史
五代十国吴越国时期，为解决附近军队的饮水问题，吴越王钱镠开井九十九眼，称“百井”，如今多已消失。宋代时仁和县署迁移至此，为招贤坊仁和县巷；明代时称为兴贤坊。清代始称百井坊巷。20世纪一二十年代，民国建立后，政府拆除前清杭州驻防城，将城中蒙满居民迁移到百井坊巷地区，为安置旗人还建设了住宅，俗称“十八间头”；这也是杭州最早的公建住宅。1966年，文革期间曾改称人民路，文革后恢复为“百井坊巷”。1984年7月21日，杭州下城区政府重修古井遗迹，留存的钱王井已经被列入市级文物保护点。2009年，杭州市政府发布了《百井坊巷地区有机更新城市设计》，提出要将百井坊巷地区建成“以商业、商务为核心，结合居住、配套文化为一体的综合功能区”。
百井坊附近还有司徒雷登故居、杭州天主教堂、天水堂、钱王井等历史景观。

## 街区改造

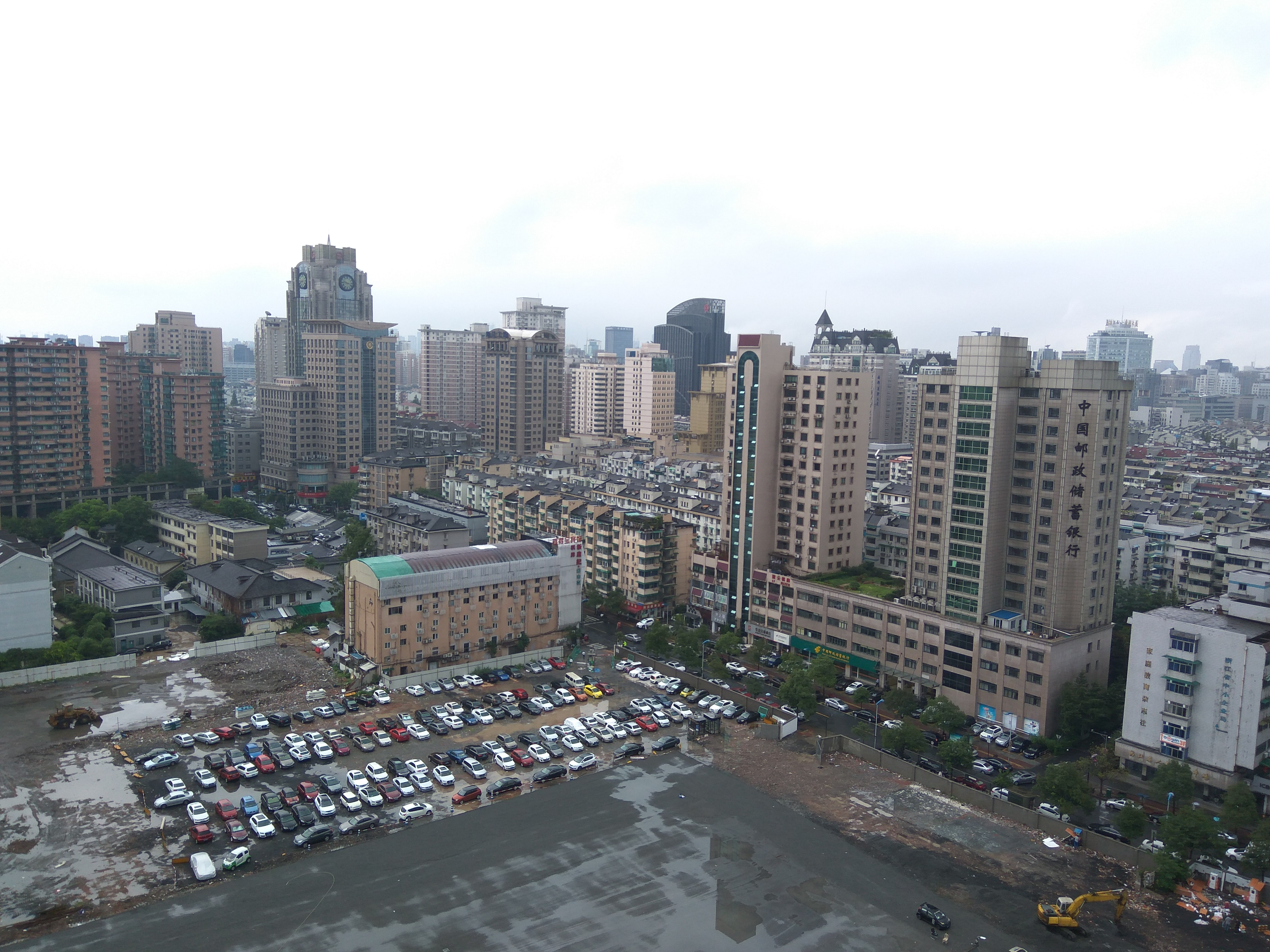
2016年的百井坊巷地块，当时为武林银泰的停车场

2009年12月，百井坊开始了拆迁改造工作，前后共投资了60多亿元，迁移1000多户居民，其拆迁政策也被称为“史上最优惠”，但出台后仍受到本地人为主的居民反对。许多居民认为认为拆迁是以文物保护名义将自己从世代居住的街巷赶出，而且绝大多数居民收入一般，可能再也无法再迁回原先的住地。2009年10月26日的听证会上，代表1000多户居民的5位代表中有4位表达反对；但杭州市政府依旧发布了拆迁命令，并且划定该地块属于“商业用地”。2009年12月，杭州市市委书记王国平表示： “百井坊巷综合改造是破解下城区百姓住房难的杀手锏。”2010年，这一工程被浙江省定为省重点工程，2014年实行了司法强拆，并且推动住户以二手房安置等方式动迁，2016年9月完成拆迁工作，2017年完成土地收储工作。
2018年4月26日，杭州市国土资源局宣布土地5月底出让百井坊巷一期地块，土地用途为“商业商务文物古迹城市道路兼容用地”。2018年5月28日，恒隆地产有限公司的全资附属公司晟乐有限公司在拍卖336轮竞标以107.3亿元的价格成交，而这一地块也成为了杭州市的“新地王”。由于地处西湖景区附近，百井坊附近原本限高90米；2018年，经过住建部专家论证，限高被调整为150米，下城区政府希望延安路及毗邻街区（包括百井坊巷）能够对标东京银座、巴黎香榭丽舍大街、新加坡乌节路等国际知名街区。截至2018年5月，先前动迁的1000多户居民中有889户已经完成安置，还有362户居民在等待回迁。